# Edgar Dacqué
Edgar August Viktor Dacqué, född 8 juli 1878 i Neustadt an der Weinstrasse, död 14 september 1945 i Solln vid München, var en tysk paleontolog.
Dacqué blev professor vid Münchens universitet 1892, och författade huvudsakligen översiktliga samlade framställningar såsom Handbuch der Paläogeographie (1917-1921) och Vergleichende biologische Formenkunde der fossilen niederen Tiere (1921-1922), en handbok för de ryggradslösa djurens paleobiologi. I sina senare skrifter Urwelt, Sage und Menschheit (tredje upplagan 1925) och Natur und Seele (1926) med flera lämnade Dacqué den naturvetenskapliga forskningen och gjorde sig istället till talesman för en på teosofiska tankegångar grundad utvecklingslära.